# Acacia wanyu
Acacia wanyu är en ärtväxtart som beskrevs av Mary Douglas Tindale. Acacia wanyu ingår i släktet akacior, och familjen ärtväxter. Inga underarter finns listade i Catalogue of Life.